# Troleibuzele din Sofia
Rețeaua de troleibuz din Sofia (în bulgară: Тролейбусен транспорт София) face parte din rețeaua de transport în comun a Sofiei, capitala Bulgariei.
În funcțiune din 14 februarie 1941, sistemul are în prezent zece linii cu 257 km construiți, dintre care 193 km sunt folosiți.
Începând cu 2010, viteza aproximativă a troleibuzelor este 14,4 km/h.

## Istorie
Transportul cu troleibuzul a fost ultima formă de transport public de suprafață dezvoltat în Sofia, după autobuze și tramvaie. Prima linie de troleibuz Sofia s-a deschis la 14 februarie 1941. Avea o lungime de peste 3 km și făcea legătura între oraș și cartierul Gorna Banya. Linia a fost acoperită de 2 troleibuze MAN, care au fost parcate la ultimele opriri în timpul nopții, din cauza lipsei depoului.
În anii 1950 și 1960, a început dezvoltarea masivă a transportului cu troleibuzul din Sofia. La acea vreme, construcția de noi rute de troleibuz se desfășura în mod deosebit de rapid și au fost deschise două depouri („Stochna Gara” și „Nadezhda”), cu o capacitate totală de 160 de troleibuze. În 1951, primele troleibuze fabricate de bulgari au intrat în serviciu.
În 1987, a fost deschis un nou depou, „Iskar”, cu o capacitate de 130 de troleibuze. Depoul Levski a fost deschis în 1994 cu o capacitate de 60 de troleibuze. Începând cu 2015, două depouri sunt în funcțiune: Nadezhda și Iskar. Depoul Levski funcționează ca o unitate de întreținere.

## Trasee
Începând co octombrie 2020, următoarele linii de troleibuz din Sofia sunt în funcțiune:
| Linie | Traseu                                                               | Depou    |
| ----- | -------------------------------------------------------------------- | -------- |
| 1     | Levski G Residential District – Fifth City Hospital                  | Nadezhda |
| 2     | Hadzhi Dimitar Residential District – Buxton Residential District    | Iskar    |
| 3     | St. Anna Hospital – Nadezhda Overpass                                | Nadezhda |
| 4     | Druzhba 2 Residential District – Hadzhi Dimitar Residential District | Iskar    |
| 5     | Mladost 2 Residential District – Nadezhda Overpass                   | Iskar    |
| 6     | Lyulin 3 Residential District – Stochna Gara Square                  | Nadezhda |
| 7     | Lyulin 3 Residential District – Gotse Delchev Residential District   | Nadezhda |
| 8     | Stochna Gara Square – Gotse Delchev Residential District             | Iskar    |
| 9     | Borovo Residential District – Stochna Gara Square                    | Nadezhda |
| 11    | Druzhba 1 Residential District – Stochna Gara Square                 | Iskar    |

## Vehicule

### Flota curentă
Începând cu mai 2020, flota de troleibuze din Sofia era formată din 129 de vehicule.
Următoarele modele fac parte din flota curentă:
| Număr | În serviciu | Model                   | Anul fabricației | Note                                                                        |
| ----- | ----------- | ----------------------- | ---------------- | --------------------------------------------------------------------------- |
| 50    | 50          | Škoda 27Tr Solaris III  | 2013-2014        |                                                                             |
| 30    | 30          | Škoda 26Tr Solaris III  | 2010             |                                                                             |
| 22    | 21          | Ikarus 280.92           | 1985-1988        | Total de 151 unități livrate                                                |
| 16    | 16          | Ikarus 280.92F          | 1985-1988        | Modernizat între 2008 și 2015                                               |
| 8     | 0           | Gräf & Stift GЕ 152 M18 | 1988             | Cumpărat second-hand din Innsbruck în 2006                                  |
| 3     | 0           | Cobra GD 272            | 2003-2005        | Carosat de Güleryüz, echipamente electrice din România, asamblat de Tramkar |

Următoarele vehicule au fost comandate:
| Număr | Model                 | Livrare      |
| ----- | --------------------- | ------------ |
| 30    | Škoda 27Tr Solaris IV | Apr-Oct 2021 |

Flota istorică este formată din următoarele vehicule:
| Model               | Anul fabricației | Statut          | Note                                                |
| ------------------- | ---------------- | --------------- | --------------------------------------------------- |
| Škoda 9TrHT28       | 1981             | Non-operațional | Cumpărat second-hand din Plovdiv. Propietar privat. |
| Škoda 14Tr06        | 1985             | Non-operațional | Cumpărat second-hand din Stara Zagora.              |
| DAC-Chavdar 317 Etr | 1986             | Non-operațional | Cumpărat second-hand din Pernik. Proprietar privat. |
| ZiU-682             | 1987             | Operațional     | Cumpărat second-hand din Stara Zagora.              |

### Flota retrasă
| Număr | Model                   | Ani de funcționare | Note                                                                      |
| ----- | ----------------------- | ------------------ | ------------------------------------------------------------------------- |
| 2     | MAN MPE 1               | 1941-1956          |                                                                           |
| 26    | MTB-82                  | 1948-1960s         |                                                                           |
| 67    | TB-51                   | 1951-1971          | Versiunea bulgărească a modelului sovietic MTB-82                         |
| 244   | Skoda 9Tr               | 1964-1990          |                                                                           |
| 12    | MAN 610 FEC1            | 1967-1974          | ex-Dortmund                                                               |
| 3     | Ikarus 280T             | 1980-1984          | Transformat din autobuze diesel cu echipament electric de la un Skoda 9Tr |
| 11    | Gräf & Stift/BBC GEO I  | 1984-1987          | ex-Linz                                                                   |
| 8     | Gräf & Stift/BBC GEO II | 1984-1987          | ex-Linz                                                                   |
| 20    | Skoda 14Tr06            | 1985-1987          | Vândut altor orașe din Bulgaria                                           |
| 70    | ZiU-682                 | 1986-2004          |                                                                           |
| 23    | DAC-Chavdar 317 Etr     | 1987-1994          |                                                                           |
| 1     | Tramkar-Chavdar 130     | 1994-2010          | Prototip                                                                  |